# Okręg Ussel
Okręg Ussel (fr. Arrondissement d’Ussel) – okręg w południowej Francji. Populacja wynosi 34 100.

## Podział administracyjny
W skład okręgu wchodzą następujące kantony:
- Bort-les-Orgues,
- Bugeat,
- Eygurande,
- Meymac,
- Neuvic,
- Sornac,
- Ussel-Est,
- Ussel-Ouest.